# Benoît Picart
Pour les articles homonymes, voir Picart.
Benoît Picart, également connu sous le nom de Benoît de Toul ou R.P. Benoît Picart, gardien des Capucins de Toul (1663 à Toul - janvier 1720 à Toul) est un érudit et historien lorrain, de l'ordre des Capucins.

## Biographie
Le moine qui signait : 
« F. Benoît de Toul, capucin indigne, ne s'inquiétait nullement de ce qu'on dirait de lui, quand il ne serait plus, et ne prenait nul souci de la curiosité que nous éprouvons aujourd'hui pour tout ce qui se rattache à ses idées et à ses travaux. »
Gilles Picart - Benoît est le nom qu’il choisit lorsqu’il revêtit l’habit monastique - était le fils de Jean Picart, notaire royal et de Marie Doyen. Il naquit à Toul en 1663. Après quelques années passées dans un couvent à l’étranger, le père Benoît qui portait les titres de professeur de théologie et de prédicateur, vint se fixer dans sa ville natale, en 1695, au couvent des Capucins au faubourg de l'Abbaye Saint-Mansuy ou il entreprit des recherches sur l’histoire ecclésiastique de la ville.
En 1700, il publia son premier livre : « La vie de saint Gérard évêque de Toul », mais ce fut son « Histoire ecclésiastique et politique de la ville de Toul » , livre de 24 chapitres et 656 pages, publié en 1707 qui sera son œuvre majeure.

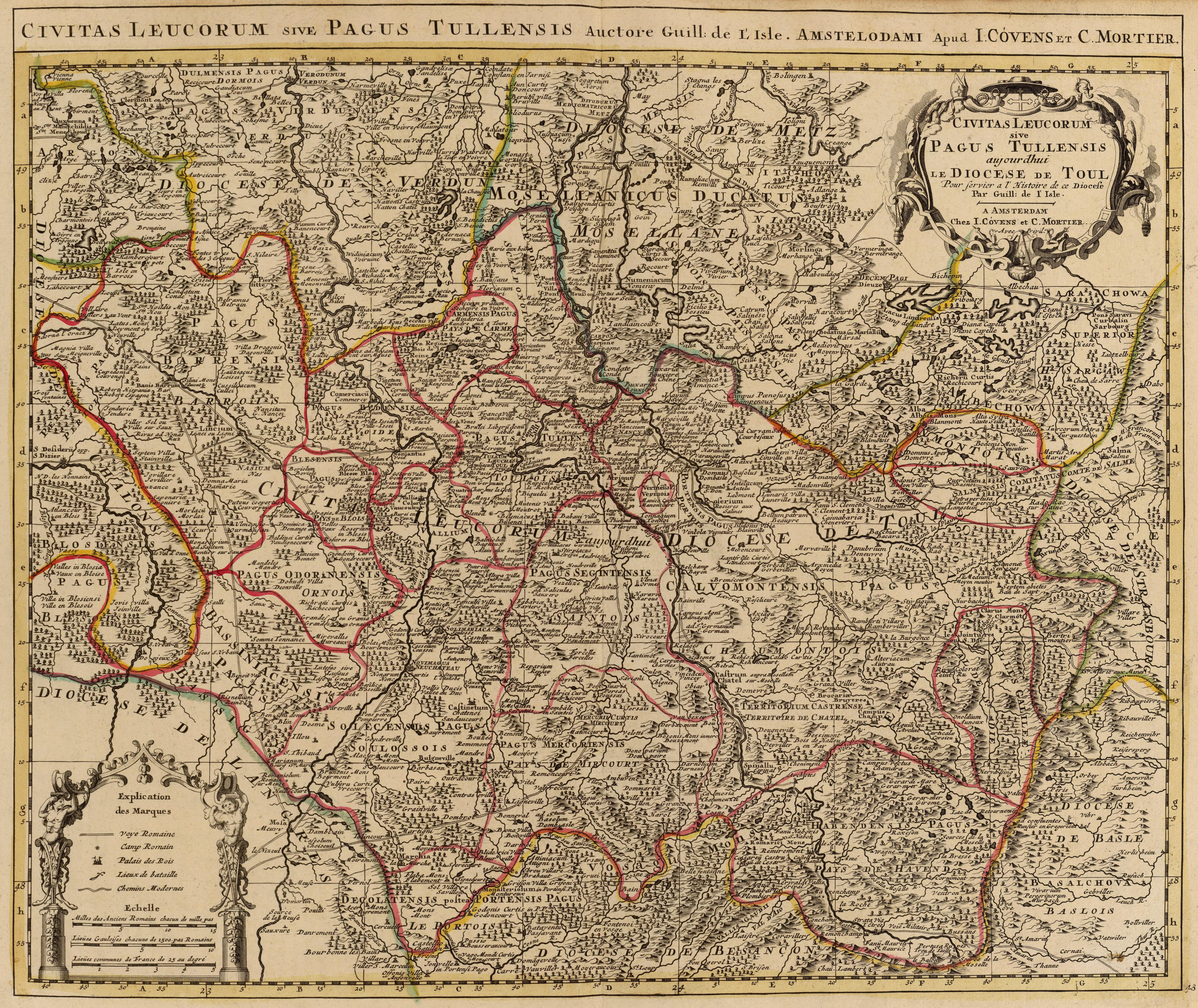
Carte du Diocèse de Toul par Delisle, illustrateur des ouvrages de Benoit Picart.

Cet ouvrage ainsi que le « Pouillé ecclésiastique et civil du diocèse de Toul » sont antérieurs à l'ouvrage de Dom Calmet également considéré comme un des premiers écrivains de l'histoire de Lorraine.
Le père Benoît eut à faire face à de nombreuses attaques de la part d’historiens, quelquefois même c’est lui qui les provoqua. C’était, à cette époque, une pratique courante que de s’affronter à travers des publications. Benoît Picard n’y échappa pas. Ses démêlés avec le père Hugo des Prémontrés, historien lui aussi, firent les beaux jours des éditeurs. Leurs querelles littéraires durèrent près de dix ans et privèrent les deux auteurs d’un temps précieux de recherches.
L’infatigable historien toulois est, en 1716, sur le point de terminer une « Histoire de la ville et des évêques de Verdun » et de publier « Histoire ecclésiastique et politique du diocèse de Metz ». Mais ces deux manuscrits ne furent jamais imprimés faute d’une réelle volonté des évêques de Metz et de Verdun. S’il existe trois copies du manuscrit de l’histoire de Metz, en revanche celui de Verdun ainsi qu’un autre manuscrit sur les hommes illustres du diocèse n’ont jamais été retrouvés.
Après sa mort en janvier 1720, toutes les archives, les livres et écrits de celui qui signait « capucin indigne » furent dispersés voire détruits.

## Hommages
Une rue de Toul porte son nom.
« C’est Albert Denis, historien, conseiller municipal et futur maire de Toul qui, en 1896, propose à ses collègues du conseil municipal de donner le nom de Benoît Picart à une rue de la ville. Le conseil accède à cette proposition à l’unanimité et c’est la rue Montée du Murot qui fut choisie pour rappeler aux habitants qu’au siècle précédent (XVIIIe siècle) vivait, au couvent des Capucins à Saint-Mansuy, celui que l’on reconnaît comme le père de l’histoire de la Lorraine. »

## Publications

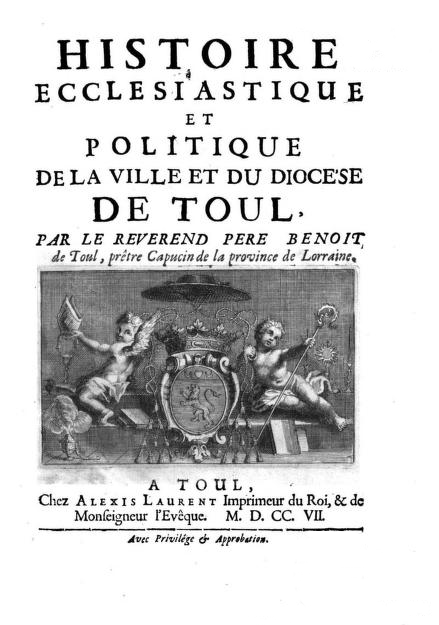
Couverture de "L'Histoire ecclésiastique … Benoît"

L'œuvre du RP Benoît Picart est éclectique et prolifique. Ses principaux ouvrages sont :
- La Vie de S. Gerard évêque de Toul. Avec des notes pour servir à l'histoire du pai͏̈s. Composée par le R.P. Benoist de Toul, capucin / A Toul : chez Estienne Rolin, etc. M.D.CC. Avec permission de l'Ordinaire , 1700
- L'Origine de la très illustre maison de Lorraine, avec un abrégé de l'Histoire de ses Princes. (par le P. Benoît de Toul) / Toul : A. Laurent , 1704
- Supplément à l'Histoire de la Maison de Lorraine imprimée à Toul en 1704, avec des remarques sur le Traité historique & critique de l'origine & la généalogie de cette illustre maison, imprimé à Berlin en 1711. Première [-seconde] partie / Toul : L. & E. Rolin , 1712
- « Pouillié ecclésiastique et civil du diocèse de Toul », sur Google books (consulté le 24 mai 2020). Imprimé par ordre de Monseigneur Tome premier, / A Toul : Chez Loüis & Étienne Rolin , 1711
- Pouillié ecclésiastique et civil du diocèse de Toul. Imprimé par ordre de Monseigneur Tome second, / A Toul : Chez Loüis & Étienne Rolin , 1711
- Histoire ecclésiastique et politique de la ville et du diocèse de Toul...[Suivi de: Avertissement sur la carte du diocèse de Toul, faite par Guillaume de Lisle... - Varia regum et principum diplomata, quaedam pontificem bullae atque episcoporum cartae... hujus operis probationes]. / Toul : A. Laurent , 1707
- Apologie de l'histoire de l'indulgence de Portioncule / A Toul, chez Louis & Étienne Rolin, 1714
- Réponse aux : Lettres critiques sur l'apologie de l'histoire de l'indulgence de Portioncule faite par le... père Benoist de Toul, capucin... / [Toul?] : [s. n.] , [1716?]

Non publiés :
- « Histoire de la ville et des évêques de Verdun »
- « Histoire ecclésiastique et politique du diocèse de Metz ».